# Markéta Janoušková
Markéta Janoušková (* 2. července 1989 Praha) je česká houslistka. Působí jako sólistka, komorní hráčka, umělecká vedoucí a pedagožka. Propaguje českou hudbu v zahraničí, zabývá se dílem Miloslava Kabeláče.  Natáčí pro mimo jiné pro Capriccio a GENUIN. Žije v Berlíně.
Od roku 2024 je houslistkou Smetanova Tria. 
Je členka Mirage Quartett, Vitti Ensemble zakládající členka Tria Crogiolo, umělecká vedoucí projektu FolkloreClassic a hostující hudební pedagožkou. Archivováno 22. 1. 2021 na Wayback Machine..

## Vzdělání
Vystudovala na Pražské konzervatoři ve třídách prof. Dany Vlachové a prof. Jaroslava Foltýna, na Chicago College of Performing Arts, poté na Akademii Múzických Umění v Praze. Studia završila v Berlíně na Hochschule für Musik Hanns Eisler u profesora Ulfa Wallina.
Je dvojnásobnou vítězkou Akademie Václava Hudečka. Je držitelkou stipendia Mozart Stiftung.

## Umělecký život
Oceňovaná pro svou mimořádnou hudební všestrannost. Získala nominaci na Ursula Mamlok Award pro sólisty do 35 let, kteří se systematicky věnují soudobé hudbě. Je členkou Nadace Miloslav Kabeláče. Na kontě má několik CD nosičů. Sólové album "L´Astra Bleu" pro německou společnost GENUIN (2023), natočila kompletní dílo pro housle od Miloslava Kabeláče CD pro Deutschlandfunk Kultur (Cappriccio 2024),  CD Goldbergových variací pro Maltskou filharmonii a spolupráci na CD komorních děl Jiřího Temla a Sylvie Bodorové pro Český rozhlas.
Jako sólistka se představila v rámci Tallinn Winter Festival, v komorním cyklu Teplické filharmonie, na hudebním festivalu Ludwiga van Beethovena, vystoupila na recitálu v řadě Jour de Fix v Berlíně, na belgickém festivalu Hulacourt Art, Malta Biennale, na zahajovacím koncertě ISA (Rakousko), Piestany Music Fest, Beyond Music Festival, Castello Music Festival (Španělsko), Sevenoaks Music Festival (Spojené království), Vesna v Rossii (Moskva), na Aurora Chamber Music (Švédsko, závěrečný koncert), Classic um Eins (Německo), Mezinárodním festivale Český Krumlov, na festivalech České doteky hudby a Dvořákův festival. 
Pedagogicky působí především jako hostující pedagog na mezinárodních mistrovských kurzech a festivalech (např. Academy d´Accord v Německu)
Umělecky vede crossover projekt FolkloreClassic, který se pohybuje na pomezí klasické a lidové hudby, ve spolupráci s cimbálovou muzikou svého otce Jiřího Janouška.

## Zajímavosti
Byl jí věnován jeden z dílů dokumentárního seriálu České televize Nehasit, hořím! a byla jedním z protagonistů dokumentu Učedníci hudby. Pro svůj poslední film Vlk z Královských Vinohrad si ji vybral režisér Jan Němec.